# Regio Patalis

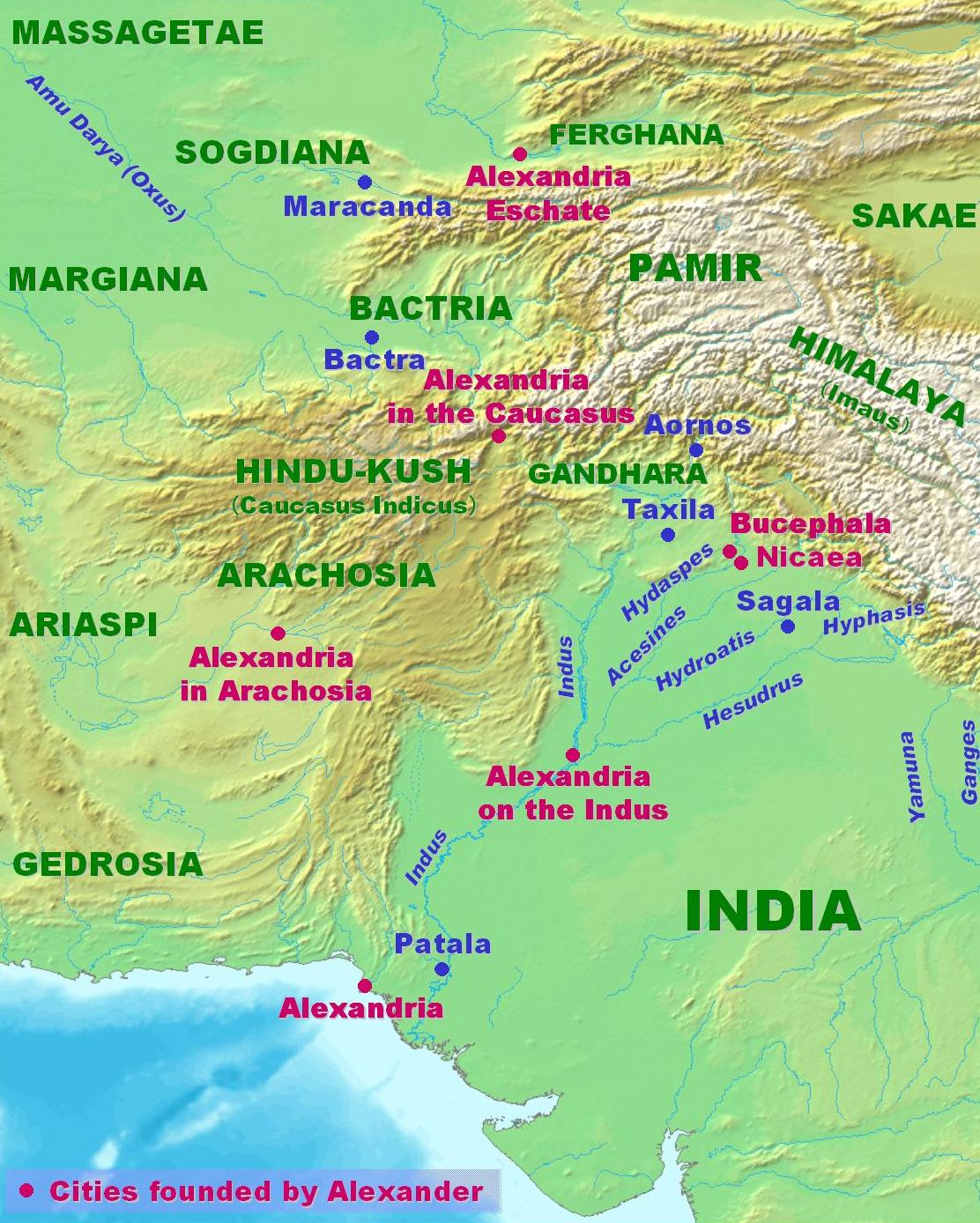
Ciudad de Patala junto a Alejandría del Indo.

Regio Patalis (en latín "la región de Patala"), es el término clásico para el entorno de la antigua ciudad de Patala en la desembocadura del río Indo en Sind, Pakistán. 
Los historiadores del periodo de Alejandro Magno afirman que el Indo se dividía en dos brazos en la ciudad de Patala antes de llegar al mar, y la isla así formada era llamada Patalene, el distrito de Patala. Alejandro construyó un puerto en Patala.
Si bien Patala era bien conocida por los marineros y comerciantes del Mediterráneo antiguo, en la Edad Media europea, los cartógrafos ya desconocían su ubicación. Regio Patalis apareció en mapas y globos terráqueos de finales del siglo XV y principios del XVI en una variedad de ubicaciones cada vez más erróneas, progresivamente más al este y al sur de la India hasta llegar a aparecer en algunos mapas como un promontorio de Terra Australis.
La sedimentación ha provocado que el Indo cambie su curso muchas veces desde los días de Alejandro Magno, y la ubicación exacta de la antigua Patala ha sido objeto de muchas conjeturas modernas. Algunos autores han propuesto que en época helenística la bifurcación de Patala se encontraba en la actual Bahmanabad mientras que otros prefieren Thatta como ubicación para Patala. Ahmad Hasan Dani, director del Instituto Taxila de Civilizaciones Asiáticas en Islamabad, concluyó:

Ha habido un vano intento de identificar la ciudad de Patala. Si 'Patala' no se toma como un nombre propio sino que solo se refiere a una ciudad, se puede corregir a 'Pattana', es decir, [en sánscrito] una ciudad o ciudad portuaria por excelencia, término aplicado en un período posterior a Thatta, que está idealmente situada en la forma en que describen los historiadores griegos”.
 

## LaRegio Patalisen la literatura clásica
El geógrafo Estrabón (c. 64 a. C.-c. 24 d. C.) escribió : “El Indo desemboca en el mar del sur por dos bocas, abarcando el país de Patalênê, que se asemeja al Delta de Egipto”. Señaló: “Todas estas [naciones] fueron conquistadas por Alejandro, y por último redujo Patalênê, que forma el Indo al dividirse en dos brazos… Patalênê contiene una ciudad considerable, Patala, que da su nombre a la isla”.
Plinio el Viejo (23- 79 d. C) refiriéndose a “la isla de Patale, en la desembocadura del Indo”, escribió en su Historia Naturalis: “También en India [así como en Asuán en Egipto ] en el bien conocido puerto de Patale, el sol sale por la derecha y las sombras caen hacia el sur”. Plinio, escribiendo en latín, usó la forma Patale: de acuerdo con la convención, trata a Patala, siendo para él un sustantivo derivado del griego, como un sustantivo latino de tercera declinación con la forma genitiva Patalis, como si su caso nominativo fuera Patale: por lo tanto, Regio Patalis no Regio Patalae. Sin embargo, como 'Regio' significa 'región' en latín, algunos autores han propuesto que 'Patalis' también sea de origen latino. En latín antiguo 'patalis' significaba 'de cuernos anchos', generalmente usado junto con 'bos', que significa buey o toro lo que ha hecho que algunos autores traduzcan Regio Patalis como 'región de los cuernos anchos'.
La mención de Plinio está relacionada con la medición de la circunferencia de la Tierra por Eratóstenes de Cirene en 237 a. C. Este realizó una simplificación del cálculo de Cleómedes de la sombra proyectada en Alejandría el día del solsticio de verano (ochenta y tres grados). Deduciendo el ángulo agudo (siete grados) del ángulo recto de noventa grados del sol sobre Asuán en el mismo día en el vértice del segmento de la circunferencia de la Tierra representado por la distancia conocida de Asuán a Alejandría — 500 estadios — y luego multiplicando esa distancia por el valor de ese ángulo y dividiéndolo por los 360 grados de la circunferencia total de la Tierra: 250,000 estadios (en lugar de los 252.000 realmente medidos por Eratóstenes), o 39.690 km, un error de menos del uno por ciento. La mención indica que, al igual que los otros lugares mencionados en el mismo capítulo de su Historia Natural, Patala estaba situada en el Trópico de Cáncer o al sur de este y, por lo tanto, las sombras se proyectaban hacia el sur en pleno verano, lo que era una demostración de la esfericidad de la Tierra.
A finales del siglo II a. C., Agatárquidas de Cnido narró que un grupo de comerciantes de Patala, o como él la llamó, Potana, llegaron a la isla de Socotra para comerciar con comerciantes de Alejandría. El autor del siglo II d. C. Dionisio Periegeta dijo en su Orbis Descriptio : “Este río [el Indo] tiene dos bocas, y se precipita contra la isla encerrada entre ellas, llamada en la lengua de los nativos, Patalênê”. O, como dijo Prisciano en su versión popular de Periegetes: “el río Indo... Patalene está ceñida por sus aguas divididas.” 

## LaRegio Patalisen la cosmografía renacentista

### ElsigloXVy elYmago Mundi
Una fuente cartográfica que marcó posteriores representaciones de Patala fue el Ymago Mundi de Pierre d'Ailly, una edición revisada de obras cosmográficas estándar anteriores que d'Ailly escribió entre 1410 y 1419. D'Ailly escribió: “según Plinio, encontramos que hay habitantes bajo el Trópico de Capricornio y más allá. Porque la isla llamada Regio Pathalis tiene un puerto bien conocido donde la sombra del Sol cae hacia el sur, por lo que sus habitantes siempre tienen el Sol hacia su Norte... Digo por lo tanto que el lado sur de la India se extiende hasta el Trópico de Capricornio cerca de la región de Pathalis”.
Al discutir la habitabilidad de las tierras bajo la Zona Tórrida y el Trópico de Capricornio, D'Ailly se basó en el Opus Majus, escrito alrededor del año 1267 por el monje y erudito inglés Roger Bacon. Con respecto a la Regio Patalis, Bacon dijo: “la frontera sur de la India llega al Trópico de Capricornio cerca de la Región de Patale y las tierras vecinas que son bañadas por un gran brazo de mar que brota del Océano”. Patala estaba en el Trópico de Cáncer o justo al sur de este, no al sur del Ecuador, pero de alguna manera Roger Bacon había confundido el Trópico de Capricornio con el Trópico de Cáncer bajo el cual las sombras en Patala se proyectaban hacia el sur en el día del solsticio de verano.
El Ymago Mundi de D'Ailly sirvió como el libro de texto estándar sobre cosmografía durante el siglo XV y principios del XVI y así hizo muy corriente la opinión de que había una parte de la India, o de lo que más tarde se llamó Indo-China, donde la sombra del sol siempre caía hacia el sur al mediodía: esta parte era la Región de Patala. Este concepto de la Región de Patala se muestra como Patalie regiã en el mapamundi incluido en La Salade, un libro de texto de los estudios necesarios para un príncipe escrito por Antonio de la Sale y publicado en 1444.
Otra expresión significativa de las teorías del Ymago Mundi fue el globo terráqueo de Martin Behaim de 1492, donde India potalis está ubicada al sur del Ecuador en la península de Hoch India (Alta India) en el lado este del Sinus Magnus ("Gran Golfo", el Golfo de Tailandia), correspondiendo a la actual Indochina. Una inscripción en el globo terráqueo de Behaim explica que Hoch India  estaba situada tan al Sur que la Estrella Polar ya no era visible “porque esta tierra está en las antípodas de nuestra tierra”.

### Fuentes posteriores: la influencia de Schoener y Fine

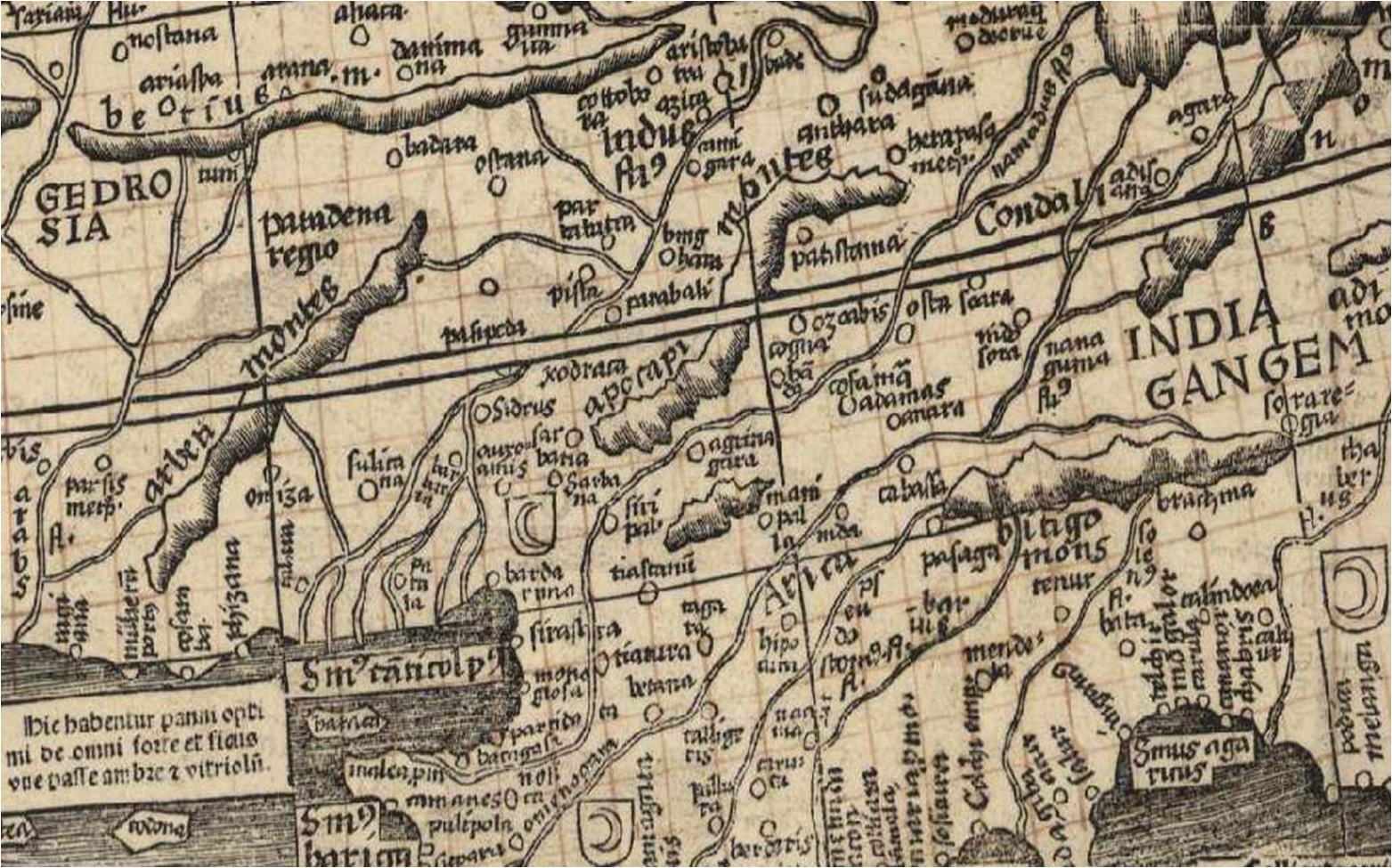
Patala en el mapa de Waldseemüller

### La escuela de Dieppe y las teorías javanesas

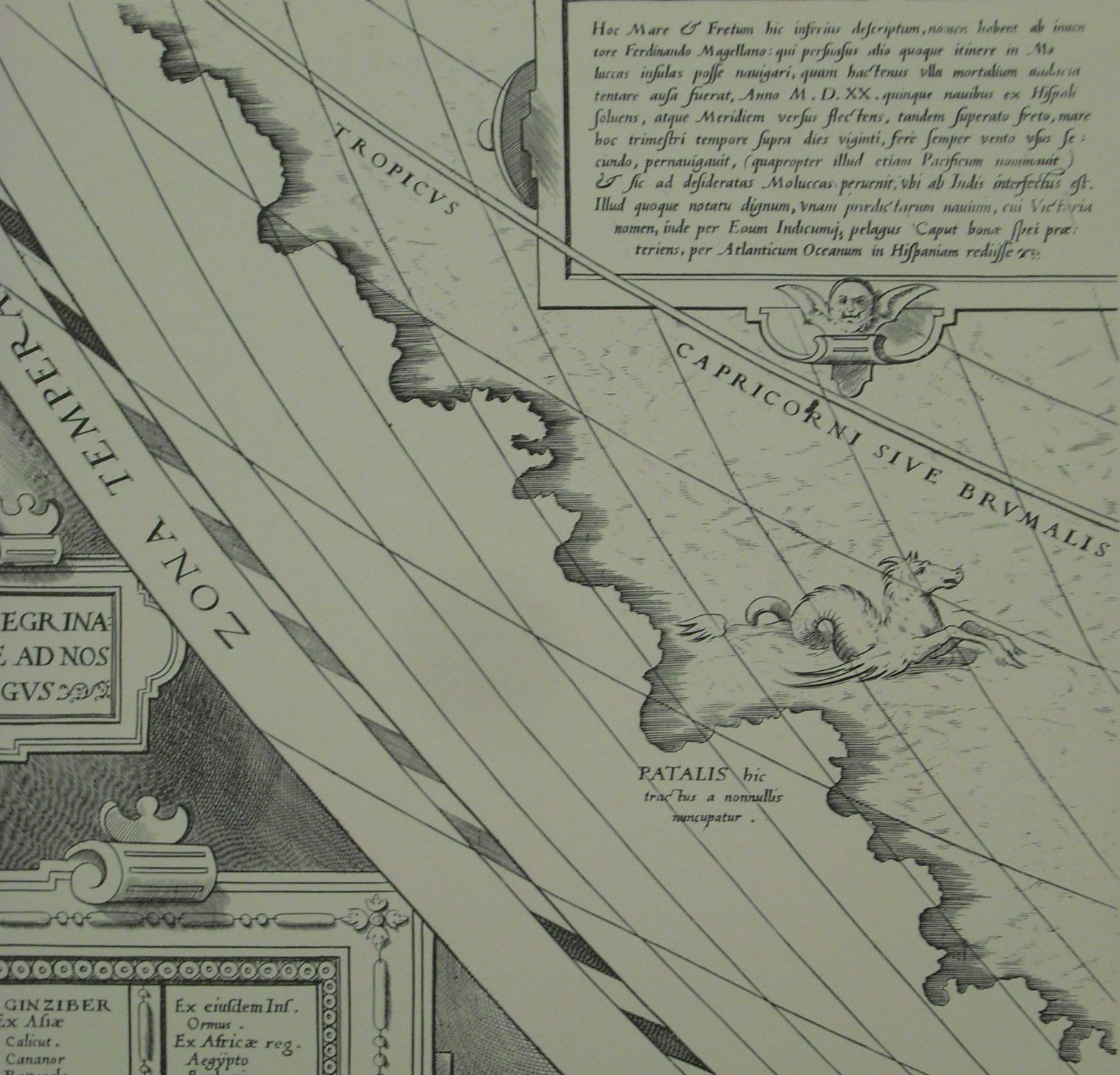
Regio Patalis como parte de Terra Australis: Abraham Ortelius, Typus Orbis Terrarum, 1564.

## Menciones posteriores

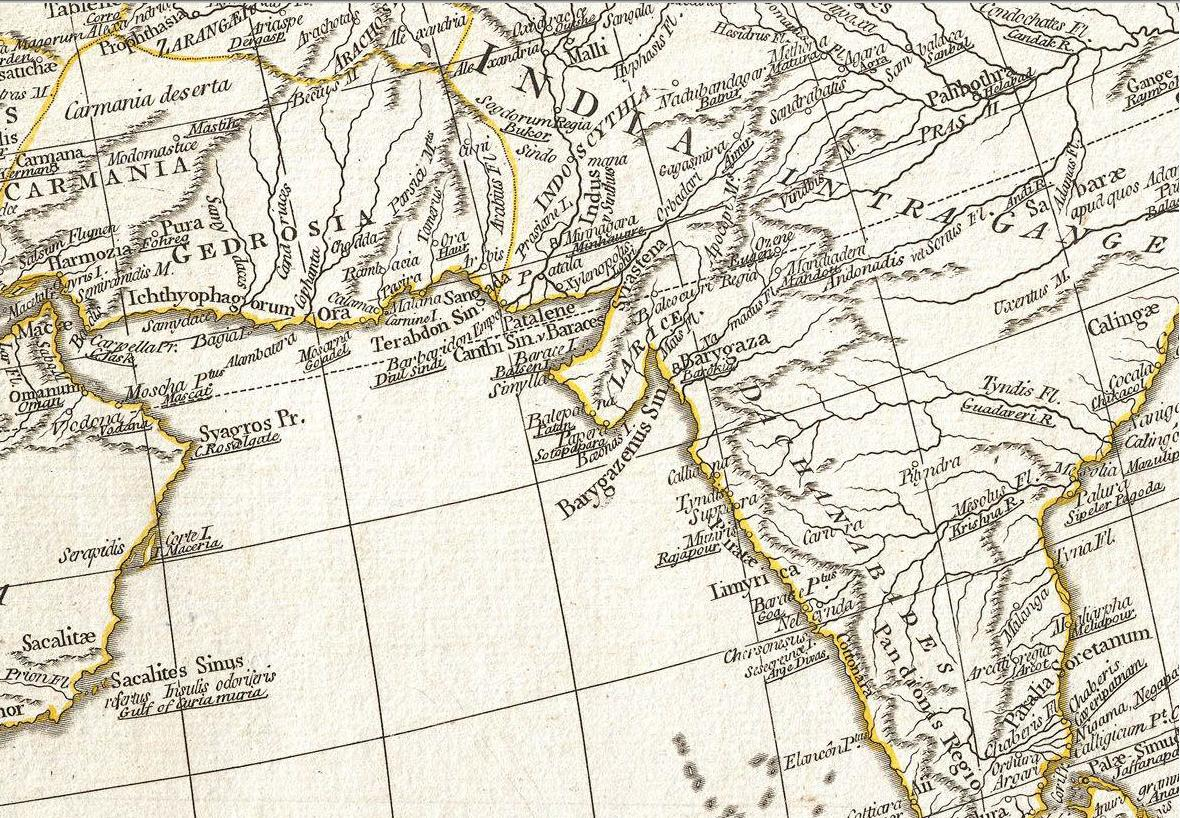
Patala y Patalene en el mapa por Jean Baptiste Bourguignon d'Anville, Orbis Veteribus Notus [El mundo conocido por los antiguos], en Complete Body of Ancient Geography, Laurie and Whittle, Londres, 1795.